# Ghomara (taal)

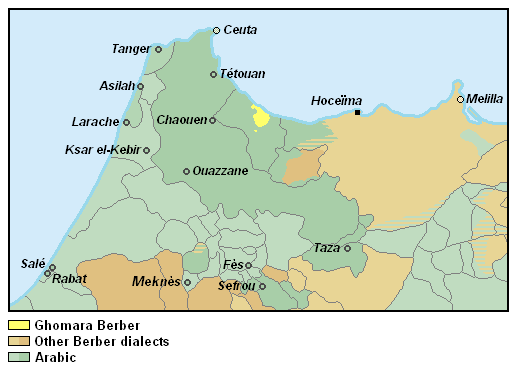

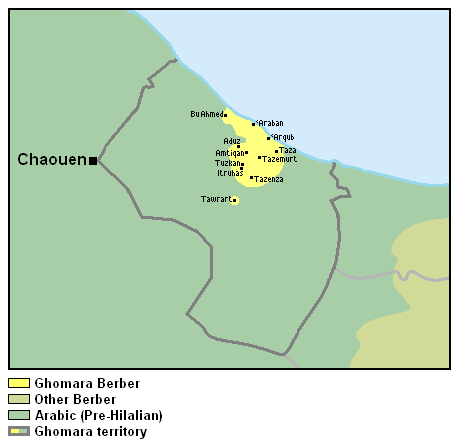

Het Ghomara of Ghmari is een dialect van het Tamazight (de Berbertalen) gesproken onder de Ghomara's, een etnische groep uit het Rif, in het noorden van Marokko. Het is te vergelijken met de dialecten van de Atlas. Het Ghomari wordt gesproken binnen de stammen van Beni Bouzra (oorspronkelijk: Aït Bouzra) en Beni Mansour (oorspronkelijk: Aït Mansour), terwijl elders de Ghomara's Darija (een allogamie van Arabisch en Tamazight) spreken. Het wordt gesproken door ongeveer 10.000 mensen. Het Ghomara wordt door UNESCO beschouwd als een bedreigde taal, maar recente ontdekkingen over de vitaliteit kunnen deze gegevens veranderen.